# Palaeocephala cymatelloides
Palaeocephala là một chi nấm. Đây là chi đơn loài, chứa một loài Palaeocephala cymatelloides, được mô tả bởi Rolf Singer năm 1962. Theo Từ điển nấm, chi này được phân loài thuộc họ Marasmiaceae hoặc Physalacriaceae; cơ sở dữ liệu MycoBank đưa nó vào trong Marasmiaceae.